# ラグタイム・ダンス

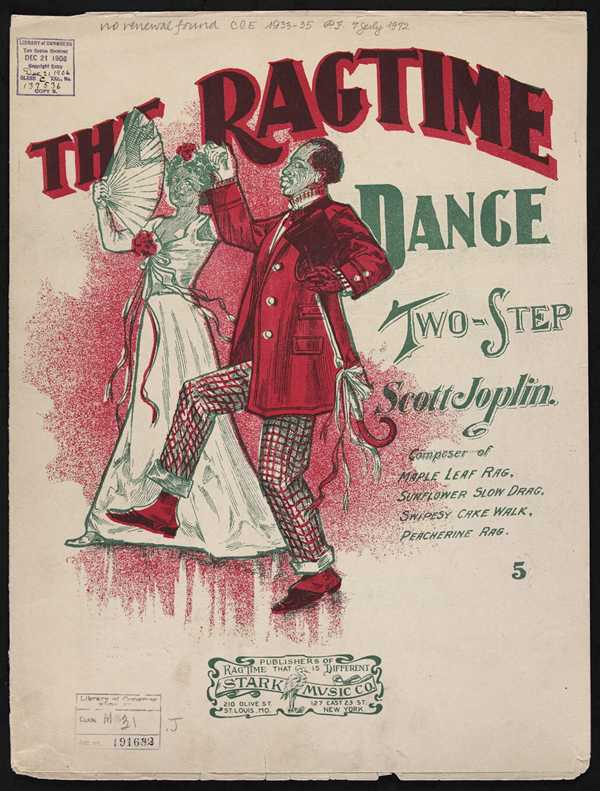
1906年に出版された際の楽譜の表紙。

『ラグタイム・ダンス』（英：The Ragtime Dance）は、1902年にスコット・ジョプリンが作曲したラグタイム。1906年に改訂されており、一般的に演奏されるのは改訂版のほうである。
ジョプリンの曲では比較的有名なものであり、金管五重奏曲としても演奏される作品で、特に日本の管楽アンサンブルに火を点けたフィリップ・ジョーンズ・ブラス・アンサンブルのトロンボーン奏者であったジョン・アイヴソンが編曲したものが有名である。

## 本楽曲が使用された作品
- オシャレ魔女 アブandチェンジ - フジテレビ系列のバラエティ番組『はねるのトびら』で放送されていたゲームコーナー。オシャレ魔女 アブ（虻川美穂子）の登場シーンでBGMとしてこの曲が使用されていた。

その他、メダルゲームのBGMでよく使われており、シグマ機（現・アドアーズ）に使われている。例えば、エイリアンアクション1997年の台でマックスベット5枚で、ワイルドの3列以上か出目エイリアン・バードの4列（いずれも500枚以上の役）が来た時に流れる。